# テレビ神奈川番組放送一覧
テレビ神奈川番組放送一覧（テレビかながわばんぐみほうそういちらん）では、神奈川県の独立UHF放送局であるテレビ神奈川（以下、tvk）で放送中ないし放送された番組を列挙している（ただし、アニメ番組全般については独立局での放送の特殊性を考慮し、「テレビ神奈川アニメ番組放送一覧」を参照）。
放送時刻はJST（日本標準時）で表記している。

## 放送中のテレビ番組
番組分類は基本的にtvkタイムテーブルに準ずる。
放送曜日時間の前の★は祝日・大型連休・年末年始は番組休止。※は字幕放送。矢印の後ろはその場合の代替番組。
（2025年7月現在）

### 自社制作番組
tvkの局公式YouTubeチャンネルで、見逃し配信している番組は☆を表示。また、東名阪ネット6などの共同製作番組は「他局製作」に記載。

#### 情報
- weather report （平日は7 - 8本、土曜は3本、日曜は3本放送）
- 猫のひたいほどワイド★☆（月 - 木 12:00 - 13:30。月 - 木 22:00 - 22:55（再））
  - 冒頭30分は、テレ玉、チバテレビの各局同時ネット（首都圏トライアングル枠）。
- tvkニュース&天気予報
  - 平日 18:00 - 18:15、土・日 17:55 - 18:00、土・日 20:55 - 21:00。
  - 年末年始や祝日は夕方と夜のワイドニュースの代替として日曜と同じ時間に放送。
- News Link★（月 - 金 21:30 - 21:55）
- イイコト!11510〜ハートフルナビゲーション〜（金 10:00 - 10:30）
- tvk NEWSハーバー★（金 18:00 - 18:30、双方向番組対応連動データ放送実施）
- LOVEかわさき（土 9:00 - 9:15。本放送は休止する時は再放送のtvkマルチチャンネルのみで放送）
- ハマナビ（土 18:00 - 18:30）
- かながわ旬菜ナビ（日 9:00 - 9:30。月 10:00 - 10:30（再））
- カナフルTV（日 18:00 - 18:30）
- クルマでいこう!☆（日 22:00 - 22:30。土 21:00 - 21:30（再））
  - テレビユー山形、群馬テレビ、岐阜放送（ぎふチャン）、三重テレビ、テレビ和歌山、サンテレビ、LCV諏訪の各局ネット。
- なかなか日本!〜高速道路DRIVEイチバン!旅〜（月 20:55 - 21:00。金 25:25 - 25:30（再））
- 神奈川県議会中継（代表質問・予算委等を2 - 3日分けてダイジェスト放送）

#### 音楽
- PPV
  - 穴埋めで放送されることもある。
- 音楽缶
  - 随時25分枠で放送。BS11へネット。
  - この他イレギュラーで新番組までのつなぎ等で放送される事もある。
- 関内デビル（月 - 木 23:00 - 23:30）（金 23:00 - 24:00）
  - 仮免ライヤー（日 6:55 - 7:00。土 25:55 - 26:00（再））
- 洋楽天国+（月 24:00 - 24:30）
  - テレビ西日本、サンテレビ、KBS京都、群馬テレビ、とちぎテレビへネット
- 晴の輔・めろんの かなフィルふぃ～る（臨時）
  - 洋楽天国EXXTRA（随時）
- 13分のステージ（木 24:00 - 24:15）
- 月刊トーンバード（木 24:15 - 24:30）
  - サンテレビへネット
- SPEED MUSIC-ソクドノオンガク（水 22:55 - 23:00。日 25:55 - 26:00（再））
- 伊藤政則のROCK CITY（土 23:00 - 23:30。月 24:30 - 25:00（再））
- billboard TOP40（土 22:00 - 22:55[注釈 1] 三重テレビにネット。日 25:00 - 25:55（再））

#### スポーツ
- Spirit ベルマーレTV（毎月第4金曜 21:00 - 21:30。毎月最終日曜 18:00 - 18:30（再））
- KICK OFF F・Marinos（金 22:00 - 22:30）
- ベイスターズ魂（毎月最終土曜 19:00 - 19:30。毎月最終日曜 18:30 - 19:00（再）。※ナイターオフの11月 - 3月まで）
- ラグビー情熱TV UNITY KANAGAWA（ラグビーシーズンのみは土 10:00 - 10:15（第2・第4週は新作、第1・第3・第5週は再放送））

#### バラエティ
- キンシオ（再放送）（平日 18:30 - 19:00）
- AKB48のWOW!!!（水 25:00 - 25:30。土 25:30 - 26:00（再））
- ココホリケンケン（金 22:30 - 23:00）
  - TOKYOMX、熊本朝日放送、RKB毎日放送、静岡放送へネット。
- 日向坂46 宮地すみれのレジェわん!（土 24:00 - 24:30。木 25:30 - 26:00（再））
- かながわDreamers（毎月最終月曜 25:30 - 26:00）
- 戦国鍋TV 〜なんとなく歴史が学べる映像〜（再）（日 19:55 - 20:25）
- BMSG TRAINEE　トレハン！～トレーニートレンドハンタ

#### その他（番組表上色分けのない自社番組）
- 朝の周波数カード（tvkオープニング30分前 - オープニングまでの間）
フィラー。カラーバー&テストトーンを1分ほど流した後大さん橋カメラ[1] または国土交通省京浜河川事務所カメラ[2] からの映像と音楽[3] を流している。終了後のカラーバーからシームレスにつながるが、「朝の周波数カード」からは時刻表示とお天気ループ、データ放送と連動した「tvk交通情報」が表示される。
かつてはクロージングから30分後までも「夜の周波数カード」としており、同じようにカラーバーとテストトーンを送信。アナデジ時代、デジタルのみの送信でアナログは停波していた。こちらは2020年ごろからなくなり、EPGでも表記されなくなった。
- ドロンコロン（毎日オープニング後に放送）
泥の目線で見る地球環境クレイメーション。
- あおほし（毎日クロージング前に放送）
キン・シオタニがドローイングで書き語る「地球環境アニメーション」。
- 神奈川の風景（不定期。随時）
番組と番組の穴埋めに放送される番組。神奈川県内の様々な街の風景を、洋楽に乗せて放送するもの。

#### 単発・季節番組（スポーツ）
- tvkプロ野球中継 横浜DeNAベイスターズ熱烈LIVE（ナイターイン中。火 - 木曜 18:15 - 21:30、金曜 18:30 - 21:30、土・日曜 18:30 - 21:50を基本枠に放送）（番組連動データ放送実施。tvkマルチチャンネルのみではトップナイター・リレーナイター・土・日曜・祝日デーゲーム・月・土・日曜ナイター中継も横浜スタジアムと地方球場の時はtvkサブチャンネルのみのホームゲームで試合終了まで放送）
- 高校野球関連番組（毎年4月、7月、10月）
  - 春季関東地区高等学校野球神奈川大会実況中継（※現在の中継ゾーンは、tvkマルチチャンネルのみで放送）
  - 全国高等学校野球選手権神奈川大会実況中継（現在の中継ゾーンは、月 - 金 11:00 - 18:00（但し7月20日までは12:00開始）。土・日曜 11:00 - 17:50。放送日はこの枠内の各番組が休止になる）
  - 秋季関東地区高等学校野球神奈川大会実況中継（※現在の中継ゾーンは、tvkサブチャンネルのみで放送）
  - 選抜高等学校野球神奈川大会実況中継（※現在の中継ゾーンは、tvkサブチャンネルのみで放送）
  - 高校野球ニュース（神奈川大会期間中、月 - 金 21:40 - 22:00、土・日 21:30 - 21:50）
- tvkフューチャードリームズLIVE（神奈川フューチャードリームス戦を中継）
- tvkラグビー中継（大学ラグビー、社会人ラグビー中継）
- tvkJリーグ中継（主に横浜F・マリノス戦を中継）
- 全国高等学校サッカー選手権大会神奈川県大会（準決勝・決勝）
- やまゆり杯小田急旗争奪神奈川県家庭婦人バレーボール大会
- 専修大学杯争奪神奈川県学童軟式野球選手権大会
- はまぎん杯争奪神奈川県学童軟式野球選手権大会
- 春高バレー神奈川県大会
- 神奈川県高校バスケットボール大会中継（男子・女子）
- 競艇中継
- 神奈川県競輪中継 ※tvkマルチチャンネルのみで放送
- 横浜マラソン中継
- ジャパンラグビーリーグワン中継（横浜キヤノンイーグルス戦を中継） ※tvkサブチャンネルのみで放送
- Tリーグ中継 ※tvkサブチャンネルのみで放送
- WEリーグ中継 ※tvkサブチャンネルのみで放送

#### 単発・季節番組（その他）
- 横浜開港記念みなと祭 国際仮装行列「ザ・よこはまパレード」（毎年5月3日に生中継。ただし、土日にあたる場合は録画放送。後日ダイジェスト放送）[HV]
- 神奈川県公立高等学校入試解答速報[HV]

### 他局制作
番組名の頭の◇は制作局では放送終了したもの

#### NHK関連団体
- tvk川崎競馬中継（tvkサブチャンネルのみで放送、昼間開催時は15:00 - 17:00、「スパーキングナイター」（ナイター競走）開催時は19:00 - 21:00）
『南関東地方競馬中継』の川崎競馬開催分をtvkにネットする形で放送。制作は日本放送協会（NHK）の関連団体NHKグローバルメディアサービスが行う。

#### 独立局
- とちぎテレビ（とちテレ、GYT）
  - U字工事の旅!発見（木 10:00 - 10:30）
  - カミナリのチャリ旅!シリーズ（土 11:00 - 11:30）
- 群馬テレビ（群テレ、GTV）
  - ダイアンのガチで!ごめんやす（水 24:30 - 25:00）
- テレビ埼玉（テレ玉、TVS）
  - マチコミ★（月 - 金 16:30 - 17:00。首都圏トライアングル同時ネット）
  - それゆけ!大宮セブン（火 24:30 - 25:00）※字幕放送
  - ロンブー亮の釣りならまかせろ!（日 7:30 - 8:00）
- 千葉テレビ放送（チバテレ、CTC）
  - ちば朝ライブ モーニングこんぱす★（月 - 金 7:30 - 8:00。首都圏トライアングル同時ネット）
  - 白黒アンジャッシュ（土 26:00 - 26:30）
- TOKYO MX
  - 宝塚カフェブレイク（水10:00 - 10:30）
  - おいしい給食 シリーズ（土　21:30 - 22:00）
- 三重テレビ放送（MTV）
  - 時を紡いで（毎年元旦放送）
  - 新・ええじゃないか。〜いい旅 いい発見〜（月 19:00 - 19:55）
- 京都放送（KBS）
  - ごりやくさん（月 - 金 6:30 - 6:55、土 20:00 - 20:30、日 19:30 - 19:55）
  - 京の水ものがたり（月 8:55 - 9:00）
  - 岡崎体育の京の観察日記（日 11:00 - 11:30）
  - 新春狂言（毎年元旦）
- 岐阜放送（ぎふチャン）
  - 新春筝曲（毎年元旦）
- サンテレビジョン（SUN）
  - 原田伸郎のめざせパーゴルフⅢ（火 10:00 - 10:30）
  - トップの言魂～言葉が現実になる～（金 25:25 - 25:30）
  - The Hit（土 7:00 - 7:30）
  - ルアルアチャンネル（日 7:00 - 7:30）
  - カベポスター・天才ピアニスト・フースーヤのワチャラチャ忍忍（日 24:00 - 24:30）
  - 正月映画大百科（毎年元旦放送）

#### 日本テレビ系列
- 皇室関連の緊急情報をNNSオブザーバーとして特別ネットした他、オブザーバー制の消滅後にオリンピックやFIFAワールドカップ中継をネットする事がある（過去の例：昭和天皇崩御（1989）、アテネオリンピック、北京オリンピック、ロンドンオリンピック、ソチオリンピック、東京オリンピック、パリオリンピック）他。

- 日本テレビ放送網
  - キャッツ・アイ（日 21:30 - 22:00）
  - 美味しんぼ（日 22:30 - 23:00）
- 札幌テレビ放送
  - 熱狂!YOSAKOI絶叫!ソーラン祭り（毎年放送）
- 北日本放送
  - 柴田理恵のよってかれ とやま観光開発事業団（毎年放送）
- テレビ金沢
  - 五木寛之の新金沢百景（毎年放送）
- 静岡第一テレビ
  - 焼津みなとマラソン（毎年放送）
- 中京テレビ放送
  - ディズニー・オン・アイス特別番組（該当イベントの横浜公演を中京テレビとテレビ神奈川が主催していることから事前番組として、毎年放送している）[4][5]
- 讀賣テレビ放送
  - グッと!地球便（金 13:00 - 13:30）※字幕放送・解説放送
- 南海放送
  - 理容界シリーズ（毎年放送）
  - 書道パフォーマンス甲子園（毎年放送）
- 民放43社共同制作
  - 全国高等学校サッカー選手権大会

#### テレビ朝日系列
- テレビ朝日
  - 大忠臣蔵（月 - 木 8:30 - 9:30）
- 北海道テレビ放送
  - おにぎりあたためますか（火 20:00 - 20:30）※字幕放送
  - 水曜どうでしょうClassic（月 - 水 21:00 - 21:30）
  - 水曜どうでしょうプレミア（木 21:00 - 21:30）※字幕放送
- 青森朝日放送
  - ヒロシのひとりキャンプのすすめ（月 20:00 - 20:30）
  - 青森満腹!うまいもんツアー（毎年放送）※字幕放送
- 名古屋テレビ放送
  - おぎやはぎのハピキャン（火 20:00 - 20:30）※字幕放送
  - 名古屋行き最終列車（毎年放送）※字幕放送
- 朝日放送テレビ
  - 探偵!ナイトスクープ（土 12:00 - 12:55）※字幕放送・解説放送
- 九州朝日放送
  - 福岡恋愛白書（毎年放送）※字幕放送

#### TBSテレビ系列
- 毎日放送
  - よしもと新喜劇（月 20:00 - 20:55）※字幕放送
  - ドラマ特区（木 23:30 - 24:00、25:00 - 25:30）※字幕放送

※このほか、年末年始の高校ラグビーの中継と、そのハイライト番組（30分番組）を放送している。
- 山陰放送
- 中国放送
- テレビ高知
  - 原宿表参道元氣祭・スーパーよさこい（毎年放送）※字幕放送

#### フジテレビ系列
- 東海テレビ
  - 東海テレビ昼ドラ シリーズ（月 - 金 15:30 - 16:30）
- 秋田テレビ
  - みんなの駅伝 与次郎駅伝（毎年放送）※字幕放送
- フジテレビ
  - 君のためにできること（火 19:00 - 19:55）
- テレビ愛媛
  - マドンナカップ in 伊予市ビーチバレージャパン（毎年放送）※字幕放送
- テレビ西日本
  - ゴリパラ見聞録（火 25:30 - 26:00）

#### 東名阪ネット6や5いっしょ3ちゃんねるなどの多数局による独立局共同制作番組
- 日本ふるさと百景（月 - 金  5:00 - 5:25 東名阪ネット6）
- 中島卓偉のお城へ行こう!せーの、キャッスル!キャッスル!（東名阪ネット6共同製作）
- カメラ男子 プチ旅行記（1月 - 3月期間限定放送）
- Bテレ

### 映画・連続ドラマ・海外ドラマ
- 映画の時間
- 中国ドラマ

（中国愛奇芸制作、月 - 金 5:30 - 6:00）
- 韓国ドラマ

（韓国放送公社制作、月 - 木 13:30 - 14:00。14:30 - 15:00）
- 台湾ドラマ

（FOXネットワークス・グループ制作、日 16:00 - 16:55）
- 恋は湯けむりの中で（金 24:00 - 24:30）

### その他の番組
※制作局の特記が無い番組は、制作プロダクション等放送局以外による制作番組
- BBCワールドニュース（月 - 金 6:30 - 7:30）
- JRA競馬中継（日本BS放送・電通制作、土・日 14:00 - 15:00）
- 目で聴くテレビ（金 8:00 - 8:30 障害者放送通信機構）
- 鉄道ひとり旅シリーズ（水 20:00 - 20:55）
- 太田和彦のふらり旅 新･居酒屋百選（木 20:00 - 20:55）※字幕放送
- いい伊豆みつけた（伊豆急ケーブルネットワーク。土 9:30 - 10:00）
- 華衛士F8ABA6ジサリス（木 24:30 - 25:00）
- スロパチTV（金 24:30 - 25:00）
- ソルトフィッシングパラダイスTV（土 7:00 - 7:30）
- あそぼう!ぐーちょきぱーてぃー（土 10:00 - 10:15）
- ふわり愛（日 24:30 - 25:00）
- おとな釣り倶楽部（土 7:30 - 8:00）
- ライフ・ライン（P.B.A.と神奈川・東京地区のキリスト教会の協力。日 8:30 - 9:00）
- 童謡コーラス＆みんなの音楽会TV（日 10:00 - 10:15）
- 船ヶ山哲の「超・起業思考」（日10:15 - 10:30）
- テレビショッピング（タイムテーブル上では「tvkお買物情報」）※tvkメインチャンネルの031ch、ワンセグ1のみで放送

## 過去に放送した番組

### 情報・地域・教育・エンターテイメント

#### 開局記念番組
- はばたけTVK（1972年4月1日 9:30 - 10:55、生放送）
  - ※番組内のオープニングと一部分は16ミリカラーフィルムによる収録放送。
- 正倉院の御物 花盤の鹿〜ペルシャから奈良へ（1972年4月1日、17:00 - 18:25）
  - 語り手：小沢栄太郎。
- ビッグスター歌謡フェスティバル（1972年4月1日、20:00 - 21:26）
  - 第一部出演者：青江三奈、黛ジュン、五木ひろし、平山美紀、野口五郎、斉条史朗、鹿内孝、湯原昌幸。
  - 第二部出演者：美空ひばり「ひばりは歌う」。横浜文化体育館にて、1972年3月23日公演の様子を録画中継。
- あすを開くみんなの神奈川（1972年4月2日、17:30 - 18:00）
  - 出演：津田文吾ほか。
- 優勝はもらった セ・リーグの目 大洋〜大洋ホエールズ座談会（1972年4月2日、18:00 - 18:45）
  - ゲスト：青田昇、秋山登、平松政次、松原誠。
- ビバ！スタジオパーティー（1972年4月2日 20:00 - 21:26）
  - 出演：フォーリーブス、ジューク・ボックス、ハイソサエティー、小山ルミ、野村真樹、うつみ宮土理。

#### 平日昼帯情報ワイド
放送曜日時間の前の★は祝日・年末年始は番組休止。◆は、千葉テレビ（チバテレ）・テレビ埼玉（テレ玉）で同時ネットする首都圏ネット4→首都圏トライアングル枠（2006年3月までは、TOKYO MXでも同時ネット）。
- 暮らしのワイド リビング・ポート→リビングポート90分（1972年4月3日 - ）
  - 放送時間は、12:30 - 14:00。
  - 第1回の主な内容は「きょうの特集」「ジャーナリストの目」「相模人形芝居」「電話なんでも相談」「健康相談」「ワイド神奈川」「神奈川新聞ニュース」「音楽・情報コーナー」など。
  - 初代司会者は大野義和、大谷好美、花村えいじ。1978年時点では、月曜 - 金曜の司会が、根津裕忠、若松幸子。曜日別司会者が、月曜日：原知佐子、火曜日：服部克久、水曜日：山谷親平、木曜日：宮脇檀、金曜日：蟇目良。
- スタジオ・きょう（1980年 - ）
- カフェシティヨコハマ（1985年10月 - 1996年3月）
  - 土曜・日曜を含む毎日12:00 - 12:30に放送。八峯テレビ製作、横浜そごうの一社提供。
  - 公開放送の場合は横浜そごう地下1階にあった「みなとみらい21スタジオ」、それ以外は4階の「キャプテン Lo-Coスタジオ」から生放送（同店定休日を除く）。
  - キャスターは多田友子、デイヴ平尾、鳥塚しげき他。
- TVグラフィックおしゃべりトマト（1983年4月4日 - 1995年9月29日）
- たてながHAMA大国（1995年10月2日 - 1997年3月）
- HAMA大国◆（1997年4月 - 2004年4月）
- とっておき自遊食感ハマランチョ→1230アッと!!ハマランチョ★・◆（2004年5月10日 - 2011年3月）
- ありがとッ!★・◆（2011年4月 - 2016年3月、12:00 - 14:00）

#### 金曜夜情報ワイド枠
- TVグラフィック42番街（1985年9月6日 - 1995年9月29日）
- たてながHAMA大国ナイト
- HAMA大国ナイト

#### その他
- きょうの話題
- ポート5:30（千葉テレビと共同制作）
- プロムナード神奈川
- 番組空ミレド（ベイブリッジカメラの映像に洋楽などの音楽を乗せて、このあとの番組をテロップで紹介する番組）
- 情報複眼TV極楽トンボ
- メディウム120 ぶっきらぼうな60分（ただPC-VANの書き込みの映像を流すのみ。提供：NEC）
- Oh!プラシーボ（放送終了時間未定のトーク番組。スポンサーは当時の日産プリンス神奈川）
- スイングポテト03
- 神奈川再発見
- ふるさと探訪
- ふるさと再発見（「もっとぶらり!風気分」の前身番組）
- YOKOHAMAベイサイドスタジオ→ヒューマンTV・ベイサイドスタジオ
- モーニングブレイク（1986年10月 - 1990年、TVK本社2Fのマスター室に隣接したアナブースから生放送のVJ番組。VJ：有田真子、斉藤リカ 他）
- 朝からいいじゃん!（1990年。月 - 金 朝7:00 - の帯番組。ザ・ニュースペーパーのメンバーを動員し神奈川県内の商店街から生放送をした「地域密着生放送番組」）
- ベイサイドナウ
- 北原照久のTin Toy BOX
- 新車情報 → 新車ファイル クルマのツボ
- モータリングアクロス
- 満点テレビ塾（提供：湘南プレパラートリースクール。1988年4月4日放送開始。毎週月 - 金曜日 24:10 - 25:10放送）
- 横浜ウォーカーTV
（角川書店刊行の横浜ウォーカーとの連携番組、『みんテレ』の前身、電通枠）
- 横濱TV
- JoHo!横濱亭
- 横浜情報パラダイス
- 横浜シティマガジン（『Hi!横濱編集局』の前身）
- 横浜市だより
- 横浜情報スクエア
- かながわトーク＆トーク（放送第4週のみ手話通訳つき放送）
- こんにちは神奈川（神奈川県提供）
- YOKOHAMAちけってぃ
- 最強漬
- about30/50
- ご意見有用（1972年4月2日 放送開始。21:30 - 22:00 放送第1回のテーマは「横浜、きのう、きょう、あす」ゲスト：飛鳥田一雄、町田善太郎、赤塚行雄）
- かながわの顔 この人と10分（1972年4月3日放送開始。23:30 - 23:40 放送第1回のテーマは「横浜ロータリークラブ プレジデントに聞く」ゲスト：中村洋六。聞き手：田辺よしのぶ）
- 討論番組 トーク'72（1972年4月7日放送開始 22:00 - 23:26）
- かもめのたより（1972年4月2日放送開始）
- 青い目のニッポン談義（1972年4月2日放送開始。 22:00 - 22:30 外国人ゲストと日本人とのトーク番組）
- TVKメイトボウル（1972年4月2日放送開始。19:30 - 20:00 横浜ハマボウルから中継録画放送）
- TVKお天気情報（出演：中川公子アナウンサー）
- 花モクはリクエスト天気
- お天気テレビーニョ
- TVKホームビデオニュース（キャスター：有田真子）
- 水曜特集'XXかながわ
- 霞ヶ関レポート
- 明日への選択 → コンパスU（TVS、CTC、GTV他8局ネット。キャスター：平田由美、制作協力：JIC、制作：TVK）
- ○知ストリート情報交差点
- ZONE
- アクセスNOW（TVS・CTC・MXTV・KBSなど他数局がネット）
- ニッポン早わかり
- 情報ステーション
- 日本大通り情報
- ウイークエンド情報かながわ
- 700万人のひろば
- かながわTODAY
- 神奈川県からのお知らせ
- かながわ交遊録
- 岸惠子の時代気分
- りゅうじんの就職V2
- THE 鈴木タイムラー
- イグザンプラーテレビ
- イグザンプラードラマ
- キャナガワ[HV]
- The world today（英語ニュース。1985年から2か国語放送を実施。制作協力：JCTV）
- BBCワールドニュース
- 直言苦言
- Yo!キッズ
- クーパカポカポ
- 野鳥百科（16ミリフィルム製作による野鳥ウォッチングの5分番組）
- 川崎市提供番組
  - 川崎市だより
  - 情報宝島かわさき
  - かわさきビジュアル辞典
  - かわさきほっとナビ
  - かわさきすまいる
- 相模原るっく（相模原市提供）
- 横須賀市特別番組（月1回）
- 湘南
- 源泉探検隊が見つけた5ツ星源泉の宿
- しゃこいれ娘。
- にっぽんお元気カンパニー
- 深海魚
- マラソン
- パブやっちゃいなよ!
- 緑への歩み
- 電車にのって〜かながわフォト日記〜[HV]
- 神奈川県学校教育番組（小学生・理科、小学生・社会など。朝 10:00 - 。制作は毎日映画社、TBS映画社、神奈川フィルムなど数社）
- 神奈川県 ア・テスト解答速報（開局本放送前の「サービス放送」時から放送で初放送は1972年3月15・16日。以降「ア・テスト」廃止まで毎年放送された）
- のびる子きょうしつ （パンダ君とお姉さんが進行する神奈川県教育委員会制作の学校放送番組。近年は水・金 10:00 - 10:15放送）
- ぶらり!風気分→もっとぶらり!風気分
- パペットマペットのサイエンスでしょ!?
- みんなが出るテレビ〜ヨコハマ開放区〜（電通枠）
- 横浜Bookmark TV
- ハマネーゼセレクション（DSN（Daily Shopping Network）との共同制作）
- Short Shorts TV
- アイドル@deep
- Style/Style（電通枠）
- Hi!横濱編集局
- シネマ@7
- E!TV〜実力派芸人トーク＆バラエティゾーン〜
  - 月・バカヂカラ/火・バナナ炎/水・TAXMEN/木・博士の異常な鼎談/金・内村さまぁ〜ず
- TAKARAZUKA 旅美写美（テレビ埼玉、三重テレビ、KBS京都、サンテレビ、タカラヅカ・スカイステージの各局ネット）[HV]
- TKOの黒船☆ジャパン （土 22:00 - 22:30。テレビ埼玉、千葉テレビ、三重テレビ、KBS京都、サンテレビの各局ネット）[HV]
- いんぷろ…。
- イッテ♡恋48
- ウルトラゾーン
- will together〜ウィル・トゥギャザー〜
- TVK開局10周年記念番組「文明の遥かな十字路」（1982年4月 - 1983年3月）
- TVKテレビ開局20周年記念番組「父と母の時代」（1992年4月、出演：赤塚行雄 他、ナレーション：原良枝）
- 横浜相鉄ジョイナス開業20周年記念特別番組「光・風・緑の街」（1993年）
- サンデー邦画劇場（1972年4月2日 - 、日曜 12:00 - 13:26）
  - 第1回は『吹けば飛ぶような男だが』（昭和43年松竹）。
- 月曜ゴールデンムービー（1972年4月3日 - 、金曜 19:30 - 20:56）
  - 第1回は『復讐の脱獄 ガンマン無情』。
- 金曜ゴールデンムービー（1972年4月7日 - 、金曜 20:00 - 21:26）
  - 第1回は『女王陛下の極秘作戦』。
- 週末映画館（1972年4月1日 - 。土曜 23:00 - 24:45）
  - 第1回は『黄金の伏魔殿』（昭和32年東映）。
- 横浜みなと祭り国際仮装行列〜マーチ・イン・ヨコハマ（1972年5月3日放送。この第20回からTVK独占カラー生中継放送を開始）
  - ※現在も毎年5月に放送される「ザ・ヨコハマパレード」の前身番組。
- NEWS FRIDAY ★（金 21:15〔後に21:30〕 - 22:00、双方向対応番組連動データ放送を実施）[HV]
- 猫ひたプラス★
- NEWS930α★
- tvk開局40周年記念 40時間特別番組「あすの地球と子どもたち〜PRAY FOR HAPPINESS」 （2012年9月8日 - 9日）
- サタミンエイト
- カナガワニエン
- 佐藤しのぶ 出逢いのハーモニー
- Ride&Life
- 神奈川ビジネスUp To Date
- Business Link★
- 部活応援プロジェクト しゃかりき
- 北原コレクション（仙台放送、秋田放送、山形テレビ〔番組名はKITAHARA Collection〕、KBS京都〔番組名はおもちゃ博物館〕にネット）
- はなきんイイね!
- カナガワニ海
- TiARY TV
- 水溜りボンドの○○いくってよ
- オーイシ・えなこの夜の××
- かながわあの日この時
- キンシオ（群テレ、とちテレ、HBC、テレ玉、チバテレ、静岡第一テレビ、KBS京都にもネット）※字幕放送
- 佐藤信長の「旅する信長」
- ラランド「有象無象SHOW」
- 発酵男子
- みーぽんRoom
- かながわSHOWTIME
- イチカイチエ～食べて、語って、旅をして～
- ニューヨークと蛙亭のキット、くる!!
- KAMIYAの発見!素敵ハウス
- なかなか日本!〜高速道路女子旅〜
- かがやけ! ミラクルボーイズ
- アルコ&ピースのほんの気持ちですが!※字幕放送
- ナゾる!ヨコハマ街歩き
- あっぱれ!KANAGAWA大行進

### 音楽
開局当初からオリジナル音楽番組にも力を入れており、NHKをはじめ他のテレビ局で放送される音楽番組にも番組素材を貸し出すことがある。また、過去のライブ番組の素材を再編集した「ライブ帝国」というDVDが発売されている（「ライブ帝国」は2002年にTVK開局30周年記念番組として2クール放送された他、それ以前にも元日特番として赤坂泰彦と平山雄一の司会により数度放送されている）。
- SONY MUSIC TV
- SONY Music Disc
- SONY Music Access
- ファイティング80's
- ハロー・ジャガー
- ミュージックトマト
- ミュージックトマトJAPAN
- Music Tomato World
- 別冊ミュージックトマトジャパン（毎週日曜日 15:00 - 15:55放送。1988年4月3日放送スタート VJ：マイキー富岡）
- ファンキートマト電リクワイド90分!→ファンキートマト（金→月に移動）
- ファントマ2 MC：井手功二、加藤貴子（音楽をメインとしたカルチャー的要素（毎回ヒップホップダンスチーム2組によるダンス対決）を取り入れた生番組。
- Music Clique
- Music Chat
- 音楽自由港
- 夕焼けトマト
- 音楽的予約Di:GA
- Mutoma Di:GA
- ヤング・インパルス（1972年4月9日（日）放送開始。20:00 - 21:26 生放送番組 民放連最優秀娯楽番組賞受賞。初代司会者は神太郎、奥島啓子、仲純子 放送第1回の出演者は、モップス、遠藤賢司、南こうせつとかぐや姫、小野和子、高岡ゑみ子）
- ミュージックホール アメリカ（米国のフィルムPVを放送した番組）
- サウンドテラス（毎日深夜、放送終了前にアーティストのPVを放送していた番組。モノラル放送）
- サウンドスケープ（毎日深夜、放送終了前に「環境ビデオ」やアーティストのPVを放送していた番組。上記「サウンドテラス」の後番組／ステレオ放送）
- 海賊船P
- SPOPS（スポップス、月曜日 - 金曜日の帯番組。音声多重放送試験番組→音声多重放送第1号番組。5分枠、制作：TVK 提供：丸井）
- かながわの景勝50選（月曜日 - 金曜日の帯番組。音声多重放送試験番組→音声多重放送第2号番組。制作協力：プロダクションモスラ、制作：TVK）
- Live TOMATO
- クラブCHR（1993年4月5日 - 1994年）MC：木崎英夫、光岡ディオン
- メガPOPキッス（月 19:00 - 20:45） MC：ピストン西沢、栗原治久 視聴者参加のクイズを取り入れた洋楽専門の電リク生番組。
- 16ersTV（月 - 金 16:55 - 17:50）横浜そごう地下1階にあった「みなとみらい21（MM21）スタジオ」からの公開生番組。
- ガールポップ
- One → 学生OneOne
- Ryujiの夜カラTV
- シャッフル55（16ersTV火曜日）
- ミュージックテラス
  - 上記は5分番組だが、10 - 15分番組として「ミュージックテラス10」、「ミュージックテラス・ジャパン」、「Music Terrace WORLD」という番組も存在した。
- Quarter Pop（クォーターPOP）
- Bay Side Pop（ベイサイドPOP／上記「クォーターPOP」の姉妹番組、10分番組）
- ミューコム5、ミューコム15
- 新春電リク生生大放送「白熱!!激突!!邦楽・洋楽電リクチャート」（1986年1月1日放送）
- Rock Page 〜FM Mix〜（FM大阪と共同制作、FM大阪経由で「Rock Page'9x」というタイトルでJFN系全国ネット）
- S・プレッソ
- サラダ・ボウル（毎週土曜日08:00から放送していた「日本初のBGV（環境ビデオ）」番組。制作：TVK、制作協力：PLAY BILL、日本電子専門学校 他）
- ブレイン・パッケージ（上記「サラダ・ボウル」の姉妹番組。1986年4月12日 - 1986年7月26日 毎週土曜日24:00から24:30に放送。環境ビデオ（BGV）とPSY・Sなどのポップス、オリジナルインストゥルメンタル音楽を放送していた）
- トマト・パーティー（月 - 金／TVグラフィック おしゃべりトマトの放送終了後、ステブレレスで14:01から放送。モノラル放送）
- Urban Contemporary
- Siesta
- saku saku morning call
  - saku saku
- LIVE Y
- CYBER MEME
- ハマトラ深夜族
- LOVE CHR
- かわさき音楽人
- RHYTHMIC
- RAYSTYLE
- ジャンプ!ジャンプ!ジャンプ!
- SAKI
- Yokohama Music Explorer→YME Flog
- 横浜音楽祭（アール・エフ・ラジオ日本と共催）
- Channel a
- SONICMANIA（金 23:00 - 23:30）
- オンガクのDNA
- 音楽缶#（木 24:00 - 24:30）
- 洋楽天国（月 24:00 - 24:30）
- 洋楽天国 Premium R45（火 24:00 - 24:30。日 13:30 - 14:00、日 13:30 - 14:00（再）。
  - テレビ高知、群馬テレビ、とちぎテレビへネット
- MUTOMA（水 24:00 - 24:30）
- オンガク開放区（土 22:00 - 22:30）
- POP PARADE
- ミュートマ2

U局には珍しく基本的に演歌は扱わないが、カラオケ系であれば以下のような番組も存在はした。これらの番組はtvkの局カラーに合わないためか、一様に短命で終わっているようである。
- ここで一番!歌合戦
- スーパー激カラTV
- スーパーカラオケ2200
- かっぱちゃんのカラオケコンパ歌謡スタジオ101
- 吉田山田のドレミファイル♪
- 次世代ロック研究所
- 青春音楽バラエティ吉井さん 〜オヤジの音楽狩り〜
- 関内デビルの泉
- 関内エビル
- lol-box
  - lol-planets
- 名曲アワー
- ジュリアナの祟りのバブリー革命TV
- 翔くん 豪ちゃん 翔和へGO!
- 上野優華の角打ちゆうか
  - おもひで屋台ゆうか
- tvk開局50周年記念「音楽のカタチ」
- KING SUPER LIVE
- 名曲アイランド

### スポーツ
- サンデーゲート（高齢者向けゲートボール番組。1988年4月3日放送開始。毎週日曜日朝7:00 - 7:30 提供：日産神奈川販売グループ、安田海上火災保険、横浜・東京ナショナル住宅、太陽物産、京急観光、三井東圧肥料（現：サンアグロ） 司会：青空ハズム、智鶴祐加）
- ウィークリー・ベイスターズ・ニュース
- もっと!ベイスターズ
- スポーツもりもり丼
- スポーツニュースウィークリー「ヨッシャ!」
- 横浜ASフリューゲルスアワー
- 大日大戦（30分短縮版）※大日本プロレスの試合を放送。CS放送のサムライTV版の再編集。
- かながわ・ゆめ国体夏季・秋季大会開会式中継・ハイライト
- 大井競馬中継（TOKYO MX開局まで放送していた）
- 東京六大学野球中継（1986年まで。90年代前半に土日でダイジェストを放送した時期もあり）
- 東都大学野球中継（1983年まで）
- 神奈川大学野球中継（2010年代初頭まで、春秋各2カードを2日連続で中継）
- 巨人戦トップナイター・リレーナイター（※日本テレビ制作。TVKのほか、千葉テレビ・テレビ埼玉・群馬テレビでも同時ネット。TVK放送時は「TVKスポーツ番組のテーマ」音楽が冒頭に流れた。主な提供スポンサーは大洋漁業 他。提供クレジット読みは鎗田圭子アナウンサー。中継本編冒頭に「後楽園球場から中継」と毎回テロップ。）
- WORLD HANDBALL REVIEW
- めざせ!競輪キング
- 日本ハンドボールリーグ中継
- ベイスターズくらぶ（2008年度は放送されていない。2011年1月からの1クールでは「ベイスターズなう」を放送した）
- 柔道日本! 〜ロンドンへの道〜（東名阪ネット6各局へネット）
- すぽらば[HV]
- 走LIFE
- 競馬展望プラス（チバテレ・テレ玉との共同制作だが、tvkは2局より遅れて放送）[HV]
- the Golf
- 中澤佑二のラ・ラ・ラ ラクロス
- ファイト!川崎フロンターレ

### クイズ
- クイズハッピーチャンス
- クイズバトンタッチ

#### 東名阪ネット6や5いっしょ3ちゃんねるなどの多数局による共同製作
- 東名阪ネット6
  - F.LEAGUEダイジェスト（不定期）（tvk幹事）

### 独立局共同制作番組

#### 情報・地域・エンターテイメント
- 関東のまつり（TVK・テレビ埼玉・千葉テレビ・群馬テレビ）

かつて「ネット・フォー」という関東U局の番組相互供給組織があった（「首都圏ネット4」とは別物。加盟社は上記4局）
- おんナビ（2006年）（tvk・KBS京都〔幹事〕・テレ玉・チバテレビ・三重テレビ・日本BS放送）[HV] - 2008年9月まで火曜 11:00 - 11:30、土曜 10:00 - 10:30に再放送
  - 全国まるごと温泉ガイド!!（上記『おんナビ』を地域別に再編集した番組） - 2009年現在は雨傘番組として再放送。
- 名前で呼ぶなって!（tvk〔幹事〕・チバテレビ・KBS京都・三重テレビ）
- 走る男シリーズ
- 走る男 THE FINAL （tvk・KBS京都〔幹事〕・三重テレビ・サンテレビ チバテレビとテレ玉は制作から外れ、東名阪ネット6未加盟のぎふチャンが制作参加）
- ワケありバンジー（東名阪ネット6、北海道放送、RKB毎日放送、ジェイアール東日本企画との共同製作）
- 今夜野宿になりまして（東名阪ネット6、5いっしょ3ちゃんねるなどとの共同製作）
- 業界用語の基礎知識 壇蜜女学園（東名阪ネット6、5いっしょ3ちゃんねる共同製作）
- 東京キッド（東名阪ネット6、5いっしょ3ちゃんねる共同製作）
- モンキーパーマシリーズ（テレバイダー・エンタテインメント製作）
- 西遊記外伝 モンキーパーマIII（東名阪ネット6、5いっしょ3ちゃんねる、岡山放送、ひかりTVとの共同製作番組）
- 欧州ワイン紀行〜銘醸ワインの産地を訪ねて〜（とちテレ・群テレ・テレ玉・チバテレビ・岐阜放送・KBS京都・サンテレビ・TWellVとの共同制作）
- 森川さんのはっぴーぼーらっきー
- GOLF武勇伝
- 10神スパイ大作戦‐コード・バリカタ‐
- 翼旅 ※字幕放送

#### 歴史バラエティ
すべてtvk〔幹事〕・チバテレ・テレ玉・サンテレビの共同制作。
- 戦国鍋TV 〜なんとなく歴史が学べる映像〜（2010年 - 2011年）
- 戦国★男士（2011年 - 2012年）
- TV・局中法度!（2012年 - 2013年）
- 歴史漫才 ヒストリーズ・ジャパン
- 戦国炒飯TV 〜なんとなく歴史が学べる映像〜

#### ドラマ
- 十三夜（TVK・KBS京都）
- 塩カルビ（TVK・KBS京都）
- シリーズ恐怖夜話（TVK・サンテレビ・KBS京都）
- 陰陽少女（2004年10月 - 12月）（tvk・テレビ埼玉・KBS京都）
- T・R・Y〜夢への階段〜（2005年1月 - 3月）（tvk・テレビ埼玉・KBS京都）
- ヒナの魂（2004年10月 - 12月）（tvk・サンテレビ、大阪芸術大学共同制作「産学共同企画」の第2弾）
- 探偵オブマイハート（2005年10月 - 12月）（tvk・サンテレビ、大阪芸術大学共同制作「産学共同企画」の第3弾）
- 連鎖怪談（2005年10月 - 12月）（tvk・テレビ埼玉・KBS京都・三重テレビ）
- 「超」怖い話 TV完全版（2006年1月 - 3月）（tvk・テレビ埼玉・KBS京都・千葉テレビ）
- イヌゴエ（2006年10月 - 12月）（tvk・チバテレビ・テレ玉・KBS京都・三重テレビ・サンテレビ）
- お宝デイズ（2006年10月 - 12月）（tvk・KBS京都・サンテレビ、大阪芸術大学共同制作「産学共同企画」の第4弾）
- デビルシャドー（2007年1月 - 3月）（tvk・チバテレビ・KBS京都・三重テレビ）
- 愛しのファミーユ（2007年10月 - 12月）（tvk・KBS京都・サンテレビ、大阪芸術大学共同制作「産学共同企画」の第5弾）
- ネコナデ（2008年1月 - 3月）（tvk・チバテレビ・テレ玉・三重テレビ・サンテレビ・KBS京都）
- 鉄道むすめ〜girl’s be ambitious!〜[HV]（2008年10月 - 2008年12月）（東名阪ネット6共同制作）
- ブロードキャストASUKA[HV]（2008年10月 - 12月）（tvk・KBS京都・サンテレビ、大阪芸術大学共同制作「産学共同企画」の第6弾）
- 幼獣マメシバ（2009年1月 - 3月）（東名阪ネット6共同製作）
- 犬飼さんちの犬（2011年1月 - 4月）（東名阪ネット6、札幌テレビ、岐阜放送、TVQ九州放送の共同製作。）
- マメシバ一郎（2011年10月 - 12月）（東名阪ネット6、札幌テレビ、とちぎテレビ、TVQ九州放送の共同製作）
- くろねこルーシー(2012年1月 - 3月)（東名阪ネット6、札幌テレビ、TVQ九州放送、岐阜放送、NTTぷらら、竹書房の共同製作）
- マメシバ一郎 フーテンの芝二郎（2012年10月 - 12月）（東名阪ネット6・STV・TSC・とちぎテレビ・TVQ・ぎふチャン制作）
- 猫侍（2013年10月 - 12月、2015年4月 - 6月）（5いっしょ3ちゃんねるおよび東名阪ネット6加盟局・STV・TSC・HOME・SDT・TVQ・NTTぷらら・スターキャスト・BSフジの16局制作）
- 乾杯戦士アフターV（2014年4月 - 6月）（東名阪ネット6、5いっしょ3ちゃんねる共同製作）
- びったれ!!!（2015年1月 - 3月）（東日本放送・テレ玉・チバテレビ・静岡朝日テレビ・メ〜テレ・KBS京都・サンテレビ・広島テレビ・九州朝日放送との共同制作）
- 猫忍
- トモダチゲーム（木 23:00 - 23:30 サンテレビ・北海道テレビ・テレ玉・チバテレ・tvk・メ〜テレ・KBS京都・九州朝日放送・GYAO! △）
- デリバリーお姉さんNEO
- また来てマチ子の、恋はもうたくさんよ
- もひかん家の家族会ぎ
- 10神スパイ大作戦 -コード・バリカタ-
- 明治東京恋伽
- 柴公園
- のの湯
- おいしい給食
- マイラブ・マイベイカー
- ほぼ日の怪談。
- おいしい給食 Season2
- パティシエさんとお嬢さん
- アフロ田中
- カイダン都市伝説 洒落怖
- ねこ物件
- 宅飲みシェアハウス
- 信長未満—転生光秀が倒せない—
- おいしい給食 Season3

### tvk開局40周年記念 40時間特別番組「あすの地球と子どもたち〜PRAY FOR HAPPINESS」
2012年（平成24年）開局40周年を記念して、tvk開局40周年記念 40時間特別番組「あすの地球と子どもたち〜PRAY FOR HAPPINESS」と題した延べ40時間にも及ぶ生放送長時間特別番組の放送を正式に発表した。同局としては1976年（昭和51年）6月4日（金） - 6月5日（土）放送のチャリティー番組「ダークダックスの25時間テレソン〜生きる〜花子の車いす募金」以来36年ぶりとなり、1992年（平成4年）12月30日（水）18:30 - 1993年（平成5年）1月1日（金）9:30まで、TBS・JNN系列で放送された『元旦まで感動生放送!史上最大39時間テレビ「ずっとあなたに見てほしい 年末年始は眠らない」』を抜き、日本の全地上波テレビ放送における歴代史上最大規模の生放送最長時間特別番組として放送された。2007年（平成19年）開局35周年を機に策定した放送ビジョン「あすの地球と子どもたち」を番組テーマに、環境・エネルギー問題・食に纏わる取り組み・新しい町作りの仕組みなど、次世代に豊かな社会をどの様にして残していくのかを考えていく。さらに開局40年の節目の年に新たにスタートさせる『どんぐりドリーム大作戦』〜地元のどんぐりから緑を育てる活動〜を番組を通じて広くアピールしていく。また、番組内で自ら実践している身近な取り組み・活動などもメール・ツイッターなどで募集し、小さいことから社会を変えていく輪を広げていく。番組は全3部構成となりメインパーソナリティーは、第1部・中西哲生（8日7:00 - 23:00）、第2部・山本シュウ（8日23:00 - 9日7:00）、第3部・別所哲也（9日7:00 - 23:00）、番組テーマ曲：光芽吹くとき、番組イメージソング：暁への祈り（歌：saigenji）、スペシャル・ライブゲスト：押尾コータロー、スターダストレビュー。本社1階『ヨコハマNEWSハーバー』をメインスタジオとして、9月8日（土）7:00 - 9月9日（日）23:00に放送された。
- 総合MC・アシスタント
  - アシスタント（第2部を除く）は、tvkの女子アナウンサーが持回りで担当した。
  - 第1部：中西哲生
  - アシスタント：三浦綾子＞＞佐藤亜樹＞＞三浦綾子＞＞小林咲夏＞＞トーマスサリー
  - 第2部：山本シュウ
  - 第3部：別所哲也
  - アシスタント：佐藤亜樹＞＞小林咲夏＞＞佐藤亜樹＞＞細木美知代＞＞翁長舞
- 主な番組内容
  - (1)：『ACTION! 「グリーンエネルギーの時代」』：未来に残す豊かな社会のための提言。
    - 〔1〕 環境先進国ドイツに学ぶ
    - 環境先進国と呼ばれるドイツの「環境首都」フライブルク、「扇都市」カールスルーエなどを取材&日本の行方は?：9月8日（土）14:03頃
    - ゲスト：佐藤しのぶ（ソプラノ歌手）、田坂広志（多摩大学大学院教授 前内閣官房参与）、早瀬勇（横浜日独協会 会長）[11]、大石久和（国土アナリスト 元国土交通省技監）
    - ヨーロッパの中で、自然エネルギーの開発に積極的に取り組んでいるドイツに当番組が長期取材を行い、これからの日本のエネルギー政策について、専門家を交えて討論を行った。
    - 〔2〕 エネルギー革命と参加型民主主義：9月9日（日）15:39頃
    - “自然エネルギーに関する総理・有識者オープン座談会”から1年3か月 出席者からの今伝えたいメッセージ&エネルギー地産地消の取り組み。
    - ゲスト：田坂広志
    - 2011年6月に行われた有識者オープン座談会に出席した人たちからのメッセージがVTRで紹介された。また震災以降これから日本が直面するエネルギー問題、それに伴う日本の民主主義のあり方について、田坂が詳しく解説を行った。
    - VTR出演：枝廣淳子、岡田武史、小林武史、坂本龍一、孫正義、田坂広志
    - 〔3〕 映画『第4の革命-エネルギー・デモクラシー』：9月9日（日）夕方頃[12]
    - カール・A・フェヒナー監督単独インタビューとあわせて地上波初放送された。

  - (2)：『MESSAGE OF THE SOUL』
    - 各界のトップランナーによる、魂のメッセージ!
    - 出演：新井満、五木寛之、渡辺貞夫
    - 〔1〕 渡辺貞夫 シェア・ザ・ワールド 音楽は国境を超え、子どもたちの未来に幸せを!：9月8日（土）12:20頃
    - 渡辺のライフワークとなった、子どもたちのための音楽ワークショップ"Share The World"を紹介した。
    - 〔2〕 新井満 朗読「希望の木」：9月8日（土）16:41頃
    - 岩手県・陸前高田市の「奇跡の一本松」に寄せた詩「希望の木」を朗読パフォーマンスした。
    - 〔3〕 五木寛之 語り下し30分! 新・幸福論 下山の時代を生きるとは：9月9日（日）14:40頃
    - ポスト3.11の時代に、これからの日本人としての“生きるヒント”をテーマに、五木の「新・幸福論」・「下山の思想」両著書をもとに、当番組の為に特別に書き下ろしたトークドキュメントを30分間に渡ってノーカットで放送した。

  - (3)：『「あっぱれ!KANAGAWA大行進」生放送&撮って出しスペシャル』
    - 今春、県内市町村10周を達成。放送開始から11年目に突入したtvkの地域密着人気番組が、県内各地から生中継を敢行!、番組内で生中継8回、及び8日（土）20:32頃と9日（日）20:12頃に2夜連続の撮って出しバージョンを放送した。
    - 中継予定
    - 8日（土）：出雲大社相模分祠（秦野市）>> 柏ふれあい釣り堀（海老名市）>> さむかわ中央公園（寒川町）>> 桜木町駅前（横浜市西区）
    - 9日（日）：岩海岸（真鶴町）>> JA田奈（横浜市青葉区）>> 六角橋商店街（横浜市神奈川区）>> 野生動物ボランティアセンター（川崎市中原区）
    - MC：デビット伊東、三崎幸恵アナウンサー

  - (4)：『スタジオ・プレミアム・ライブ』
    - 出演：押尾コータロー：9月8日（土）22:21頃、saigenji：9月9日（日）20:02頃、スターダストレビュー：9月9日（日）21:23頃

  - (5)：『山本シュウのミッドナイト・トークライブ!「ヨリドコロ」』「若者の明日がここにある!?」：9月9日（日）1:00-5:55
    - DJ山本シュウが、現役大学生を集めて、就職難や人間関係など、若者たちの悩みをもとに徹底的に議論を行う、ツィッター完全連動の生トークライブを行った。
    - MC：山本シュウ
    - ゲスト：荻上チキ、津田大介、松本哉、安田菜津紀（フォト・ジャーナリスト）[13]
    - サプライズ・ゲストとして、写真素材サイト「僕の見た秩序。」のヨシナガが登場し、急遽コメンテーターとして参加した。また石井正宏（株式会社シェアするココロ 代表取締役）[14]、岡本真 （アカデミック・リソース・ガイド株式会社代表取締役）（元ヤフー社員、「ヤフー知恵袋」考案者）が電話で出演した[15]。

  - (6)：『キン・シオタニのかながわ40景!』
    - キン・シオタニが、神奈川の名所40景を独自の目線で選定し放送した。

  - (7)：『「岡崎五朗のクルマでいこう!」SP』「EVステラから見えるクルマの未来とは」：9月9日（日）19:11頃
    - 「これからのクルマ」と題し、電気自動車の開発状況や、自動車会社が行っている環境への取り組みについて、詳しく紹介した。

  - (8)：『アグネス・チャンの女子の命を守る! 子宮頚がんの予防』「独占インタビュー 原千晶 ガンとの闘い」：9月8日（土）11:06頃
    - 女子大生・高校生らで構成され、女性特有の病気に対する啓発活動を行っている「女子大生リボンムーブメント」による活動報告や、2度に渡る子宮ガンを克服し、タレント活動の傍ら、ガン啓発活動を行っている（NPO法人：よつばの会代表）原千晶が、自らのガンとの闘病生活の体験を、ありのままに語った[16][17][18]。
    - 聞き手：三浦綾子アナウンサー

  - (9)：『カナフルTV2時間拡大生放送SP』「カナフルTVなりに考える! 子どもたちの未来」：9月9日（日）9:30頃
  - コーナーMC：田崎日加理
  - アシスタント：宇井愛美、和田奈美佳、ランチランチ
  - ゲスト：黒岩祐治（神奈川県知事）
    - 神奈川県の黒岩知事がゲスト出演し、葉山でスキューバダイビングを行い、相模湾に潜む生き物などを紹介した[19]。またスタジオでは、相洋高校和太鼓部によるパフォーマンス、スカイラブハリケーンが横浜橋通商店街からの中継、ランチランチが横須賀市にある神奈川県立保健福祉大学を訪れ、同大学が行っている「食」への取り組みについて詳しく紹介された。

  - (10)：『森と水』：9月8日（土）9:36頃 ゲスト：涌井雅之（東京都市大学 環境情報学科 教授）
    - あらゆる生命の源となる「水」について、これまで神奈川県、各市町村・企業・団体が行ってきた水資源の保全活動について、涌井が詳しく紹介した。

  - (11)： 『いのちの森 どんぐりドリーム大作戦』：9月8日（土）19:19頃 ゲスト：宮脇昭（横浜国立大学名誉教授、（財）国際生態学センター長）
    - 宮脇が提唱する「潜在自然植生理論」のもと、これまで国内・海外で行ってきた植樹活動と、その後の成果・結果及び今後の活動状況などについてVTRなどを交えて詳しく紹介された。

  - (12)：『ラグビーSP トップリーグ中継「NECグリーンロケッツ×トヨタ自動車ヴェルブリッツ」（録画）&特集タグラグビー』：9月8日（土）23:00頃
    - トップリーグ中継の他、ラグビーの国内普及を目的として、子供達にラグビーを教える「ラグビ・パーク・ジャパン」の活動などを紹介した。

  - (13)：『ディズニー・スピリッツを子どもたちへ』：9月9日（日）7:49頃 ゲスト：石井裕美株式会社オリエンタルランド教育営業担当
    - 東京ディズニーリゾートで働く現役キャストが、「ホスピタリティ」（おもてなし）を目的として「魔法の教室」題し、幼稚園などに出張しあいさつなどの教育プログラムを行う活動を紹介した。

  - (14)：『仕事と社会貢献&これからの都市型農業と食育』：9月9日（日）13:40頃 ゲスト：柿沢安那（かながわ食の大使 野菜スイーツパティシエ）、志村善一（JA神奈川県中央会 会長）
    - アシスタント：山崎彩（フリーアナウンサー）
    - 神奈川の農業について、都市型農業・後継者問題・食の安全について、活動状況や取り組みについて詳しく紹介した。

  - (15)：映画『思い出を運ぶ手紙』（2004年 ブータン）：9月9日（日）5:55頃
- レギュラー番組
  - (1)：『LOVEかわさき45分拡大生放送SP』：9月8日（土）8:38頃 ゲスト：阿部孝夫（川崎市長）
    - 川崎市や、同市内に拠点を置く各種企業・団体が行っている「自然環境」に関する各種活動が紹介された。

  - (2)：『ずばり!横濱60分拡大生放送SP 未来へつなぐハマの絆』：9月8日（土）18:06頃 ゲスト：林文子（横浜市長）
    - 横浜市の水道水の源のひとつ道志川の水質保全のため、市・企業団体が共同で森林保全を行うプロジェクト「W-eco・p（ウィコップ）」が紹介された。

  - (3)：『オンガク開放区 松本素生アコースティックライブSP』：9月8日（土）21:35頃 ゲスト：Aqua Timez
    - ゲストの「Aqua Times」は、通常パート（収録）の形で、また松本が「My Treasure」をアコースティック・バージョンでそれぞれ放送された。

  - (4)：『かながわ旬菜ナビSP 40th記念旬ナビ流びっくりスイーツ』：9月9日（日）9:00頃  ナビゲータ：山崎彩
    - 山崎が県内の農家を回って地元の食材を集めて、オリジナル・スイーツを作る。まず藤沢市で幻のサツマイモ（クリマサリ）、さがみの地粉「ユメシホウ」（小麦粉）、横浜市戸塚区の「ユアーズガーデン」内で栽培されているイチジク（品種：バナーネ）を集めスイーツ作りに挑戦。影山のぞみ（リポーター）のアドバイスのもとオリジナル・スイーツ「秋の旬ナビ びっくり箱」を完成させた（なお、レシピについては、かながわ旬菜ナビの公式ウェブサイトにて紹介されている[20]）。

  - (5)：『キッズ劇場SP』：9月8日（土）7:51頃
    - 通常パートの他、横浜・八景島シーパラダイスでロケを行い、各種動物達、アトラクションなどが紹介された。
- ぶっ通し企画
  - (1)：『根岸佑輔の40時間丹沢登山生中継』
    - 神奈川の自然の象徴ともいう県内最高峰・丹沢。登頂への道のり、大自然の魅力や丹沢が抱える問題点を、根岸佑輔アナウンサーと、タレントの石原あつ美、登山アドバイザーとして、橋本裕基（L-Breath新宿店）が自ら登山しながら生中継でリポートした[21]。
    - ：登山ルート 大蔵 >> 二股 >> 鍋割山 >> 塔ノ岳 >> 丹沢山 >> 鬼ヶ岩 >> 蛭ヶ岳

  - (2)： 『40周年フォトモザイク企画 7,000人の笑顔で作る カナガワニ』[22]
    - 視聴者からお気に入りの笑顔が写った写真とメッセージを番組に送り、それをもとに1枚のフォト・モザイクアート（「どんぐりドリーム大作戦」のオリジナル・シンボルマーク）を制作した。なお制作方法は、送られてきた写真を、スタジオ等で手作業で一枚ずつ貼り合わせて制作するのではなく、「ピットメディア・マーケティングス社」製の最新のデジタル加工技術を使用して行う。また制作状況は、特設サイトにてリアルタイムで進捗状況を確認することができた（募集期間：8月27日（月）- 9月9日（日）モチーフは番組放送当日に発表された）。
    - ナビゲーター：新垣里沙（モーニング娘。OG）
    - また、新垣が神奈川県内の美味しいものなども合わせて紹介した。
- 連動企画
  - (1)：『「どんぐりドリーム大作戦」〜地元のどんぐりから緑を育てる活動〜』
    - 宮脇が提唱する「潜在自然植性理論」に基づく森作りを目的として、県内で「どんぐり」（ブナ、カシ、シイ、クス、クヌギ、ナラ、カシワ、タブノキの実など）を拾い約3年間をかけて苗を育てた後、植樹を行い緑を増やしていく大型プロジェクト。番組内で宮脇のインタビューの他、どんぐり拾いの参加呼びかけ、植樹記念式典の模様を生中継した[23][24]。

  - (2)：『「I LOVE mama」presents HAPPY MEETS in トレッサ横浜』
    - 9月9日 (日) インフォレスト社発行のギャル系ファッション、ライフスタイル情報誌「I LOVE mama」の協力のもと、ママモ・エンタテインメント所属のギャルママ専属モデル（ラブモ）5人が、トレッサ横浜で行われるトークショーなどの親子イベントの模様を生中継した。9月9日（日）12:00頃と13:22頃に中継された。
    - 出演者
    - 新井千佳、白戸彩花、孫きょう、仲本沙織、日菜あこ[25]

  - その他
    - tvkハウジングプラザ横浜で行われた、「ECOイベント」には松本梨香が、桜木町駅前で行われた「横浜アラメヤ音頭」のイベントと同時に行われていた某飲料メーカーの新製品PRのイベントを、松本とウッズ一郎が飛び入りでそれぞれ中継リポートを担当した。またtvk本社玄関前では第1部MCの中西が、地元の小学生を集めて、紙で作った柄杓を使用して「打ち水」を行った。さらに、番組エンディングで、キン・シオタニが、「人から くだらないと言われようとも 自分の好奇心を追求せよ」という未来を担う子供達へのメッセージが読み上げられた。
    - 『カナフルTV』SP終了後、『フォトモザイクアート』担当の新垣が、黒岩知事に「かながわ観光親善大使になりたい!」と生放送中に直談判。局マスコットの「カナガワニ」とのコンビでの就任を快諾。その後、2012年（平成24年）11月20日（火）神奈川県庁にて任命式が行われ、正式に就任した[26]。

### 他局制作
tvkの場合、キー局を除けば日本一の自社制作率を誇っているだけあって、他県の独立U局とは対照的に他局制作番組が少なかった。制作局で放送期間中であっても、短期間で終了するケースが多々あった。（◆のものは番組自体は現在も放送中）

#### 独立局
- とちぎテレビ（とちテレ、GYT）
  - 雷イチゴ
  - ロッケンロール
  - ダイアモンド☆ユカイとユカイなラーメン研究所
  - U字工事のShake-Hands!
  - U字工事の産地直送!ふれあいマーケット
  - 臨時職員平山あやの日光ソムリエ課（仮）
  - ダイアモンド☆ユカイのダイスき!道の駅
  - U字工事のLet'sかるたビーノ
  - U字工事の産地直送!たちつてとちぎ宅配便!
  - ダニエル・カールのMr.ラーメン
  - それゆけ!さのまる研究所〜激ウマ佐野ラーメン&佐野餃子探し旅〜
  - 雷様剣士ダイジ
  - ソリディーモの冠番組
  - 銀シャリのシャリのおとも
- 群馬テレビ（群テレ、GTV）
  - Girls'talk trip〜ジョナサンと女子力UPの旅
  - 続ゴルフ上達Q&A
  - JOYのASOBU-TV JOYnt!
- テレビ埼玉
  - おしゃべりレタス（ - 1990年ごろ。西武流通グループ、キユーピー提供）
  - FIGHTERS ROCKS&BASEBALL（1992年 - 1994年。日本ハム球団協力）
  - 桜塚ヤンキース（水 21:00 - 21:30）
  - ひるたま
  - ごごたま
  - 玉ニュータウン（5いっしょ3ちゃんねる加盟5局ネット）
  - ボビー's スタジアム
  - モテ福
  - いろはに千鳥（第一シリーズの第11回､第12回のみ放送）
  - ロバートの秋山竜次音楽事務所※字幕放送
  - フィッシング倶楽部
  - いたくろここなのオンとオフ
    - いたくろむらせのオンとオフ

  - 負けるな!熱血ハナコのお笑い部
  - 橋本マナミのLeader's Golf
- 千葉テレビ
  - ハロー・ジャガー（第1期のみ）
  - 牧野裕のEnjoy Golf
  - 朝まるJUST
  - ハピはぴ・モーニング〜ハピモ〜
  - 達人道
  - AKB48チーム8のKANTO白書 バッチこーい!
  - シャキット!
- TOKYO MX
  - 白沢みきのモーニングTOKYO（2003年）
  - TOKYOモーニングサプリ（2003年 - 2006年）
  - デイリー･キッチン
  - We are STARDOM!!〜世界が注目!女子プロレス〜
  - 藤田玲の#カモマイ
- 岐阜放送（GBS）
  - ゴルフキャンプII（火10:00 - 10:30）
- 三重テレビ（MTV）
  - 欽ちゃんのニッポン元気化計画
  - お伊勢さん
  - 熊野古道〜お伊勢さんからもうひとつの聖地へ〜
  - 芭蕉が詠む 祈りのこころ
  - 音楽の源流〜御食国の鼓動〜
  - 宝刀〜日本人の魂と技〜
  - お伊勢参り
  - 祈り〜神と仏と〜
  - ええじゃないか。
  - 氏神さま〜私たちの身近な祈り〜
  - にっぽんの道
- 京都放送（KBS京都）
  - オールドスクエア〜古都の街角〜
  - 京の歳時記
  - ランブリングフィッシュ
  - パセリ[HV]
  - キョウトクチュール
  - 京都・国宝浪漫
  - ごりやくさん
- サンテレビ
  - サンテレビ土曜深夜アダルトバラエティ枠（おとこのララバイ → おとこのララバイ2（1987年 - 1988年）／おとなのえほん → 新・おとなのえほん（1988年 - 1990年）／今夜もハッスル（2009年））
  - 山のぼり大好き
  - 趣味バカ
  - アキナ・和牛・アインシュタインのバツウケテイナー
  - 手づくり花づくり
  - 手づくり花づくりプラス
  - さや香・ラニーノーズ・ネイビーズアフロのバツウケテイナーR

#### 日本テレビ系
- 日本テレビ
  - TVムック・謎学の旅（配給：放送番組センター）
  - プロレスリング・ノア中継
  - ぶらり途中下車の旅
  - 西遊記 → 西遊記Ⅱ
  - 俺たちの旅
  - 俺たちの朝
  - 探偵物語
  - ゆうひが丘の総理大臣[27]
  - プロハンター
  - 俺たちの勲章
  - 傷だらけの天使[28]
  - あぶない刑事
  - もっとあぶない刑事
  - 勝手にしやがれヘイ!ブラザー
  - 探偵物語
  - あんちゃん
  - P.A. プライベート・アクトレス
  - 静かなるドン
  - 夜逃げ屋本舗
- 札幌テレビ
  - D!アンビシャス
- テレビ岩手
  - APPIスキー王国
- ミヤギテレビ
  - かっぺいのいったりきたり
- 札幌テレビ、青森放送、秋田放送、テレビ岩手、ミヤギテレビ、山形放送、福島中央テレビの共同製作（日本テレビ系列東北、北海道7局共同製作）
  - ガイコクジンが行く!北国トラベラーズ
- 山形放送（テレ玉）との共同制作
  - やまがた発!旅の見聞録
- 福島中央テレビ
  - サクマ&ピース
- 静岡第一テレビ
  - 狩野英孝★熱血アイドルアカデミー アキパラ嬢
- 中京テレビ
  - いただきマッスル!
- 読売テレビ
  - 現代用語の基礎体力
  - ムイミダス
  - 極上の散歩道[HV]
  - 俺の地図帳
  - ガリゲル
- 広島テレビ放送
  - 三四郎のDearボス
- 福岡放送
  - 我ら釣キング
  - クロ女子白書
- BS日テレ
  - 二人の自遊旅行
  - ボウリング革命 P★League

#### テレビ朝日系
- テレビ朝日
  - 鬼平犯科帳（八代目松本幸四郎版）
  - 鬼平犯科帳（丹波哲郎版）
  - 鬼平犯科帳（萬屋錦之介版）
  - キャラ☆キング
  - 特命戦隊ゴーバスターズ[29]
  - 本当にあった怖い話
  - イグアナの娘
  - さんかくはぁと
  - 遠山の金さん
  - 名奉行 遠山の金さん
  - 研修医なな子
  - 怪盗戦隊ルパンレンジャーVS警察戦隊パトレンジャー
- 北海道テレビ
  - NO MATTER BOARD
  - どうでしょうリターンズ
  - 実録!?
  - ドラバラ鈴井の巣
  - チャンネルはそのまま!
- 東日本放送
  - 三又ノ番組
- 静岡朝日テレビ
  - ピエール瀧のしょんないTV
- 名古屋テレビ（メ〜テレ）
  - Let'sドン・キホーテ
  - まかない荘
  - 三人兄弟
  - 三人兄弟2
  - まかない荘
  - まかない荘2
  - 岐阜にイジュー!
  - 黒鯱
  - イジューは岐阜と
  - サチのお寺ごはん
  - 人狼ゲーム ロストエデン
  - 星屑リベンジャーズ
  - his〜恋するつもりなんてなかった〜
  - ヴィレヴァン!
    - ヴィレヴァン!2

  - 本気のしるし
  - ワンモア
  - ロバート秋山の市民プール万歳
- 朝日放送テレビ
  - プロポーズ大作戦（1973年頃）
  - 全国高校野球選手権大会中継（テレビ朝日からのリレー、1975年 - 1980年頃）
  - 部長刑事（1980年ごろ）
  - ファンキーモンキー寛平先生がゆく!（日曜笑劇場・1992年頃）
  - その他、阪神vs横浜戦の野球中継
  - 必殺シリーズ
  - SALE!
  - 三枝の国盗りゲーム
  - お父さんは心配症
  - 幽霊女子高生
  - ドラマ+

※TBSテレビ （JNN）系の番組はJNN協定にはニュース以外の系列外販売制限は規定されていないが、元々系列局が多かった事や、スポンサー料等の関係上、基本的には他系列（TBS系列局のない地域・ローカルセールス番組・TBSサービスが制作会社から権利業務を受諾している再放送番組を除く）への番組ネットは少ない。

#### TBSテレビ系
- TBSテレビ
  - ウルトラマン[30]
  - ウルトラセブン[31]
  - 帰ってきたウルトラマン[32]
  - 大岡越前
  - 死幣-DEATH CASH-
  - こちら第三社会部
  - 江戸を斬る
  - 男女7人夏物語
  - 男女7人秋物語
  - 妻の定年
  - その気になるまで
- 北海道放送
  - 北海道物産展ですけど何か?
  - スープカレー
- CBCテレビ
  - パチンコNOWTV
- 毎日放送
  - モーレツ!!しごき教室（1979年ごろ）
  - 音楽の旅はるか（配給：放送番組センター）
  - 音楽の旅はるか2（配給：放送番組センター）
  - mmTV
  - 昭和仮面ライダーシリーズ
  - となりの関くんとるみちゃんの事象
  - 闇金ウシジマくん Season3
  - 監獄学園-プリズンスクール-
  - 神奈川県厚木市 ランドリー茅ヶ崎
  - 深夜食堂3
  - ドラマイズム
  - ウルトラマンティガ[33]
  - ウルトラマンダイナ[34]
  - ウルトラマンガイア[35]
- BS-TBS（BS-i時代も含む）
  - ガダルカナル・タカのこちらDERUとこ編集部[HV]
  - デジタル☆一番星
  - ゆらり散歩世界の街角

#### テレビ東京系
- テレビ東京
  - 大江戸捜査網
  - 忠臣蔵～決断の時
  - 大忠臣蔵
- テレビ大阪
  - パナソニック サウンドエッセイ 名曲物語
  - 石橋勝のボランティア21
  - 濱口女子大学 〜軽トラとテントと鈴木拓〜
  - 名建築で昼食を
- TVQ九州放送
  - きらり九州

#### フジテレビ系
- フジテレビ
  - 鬼平犯科帳
  - 世にも奇妙な物語
  - もう誰も愛さない[36]
  - あいつがトラブル
  - 大捜査線
  - チャンス!
  - 座頭市物語
  - 新・座頭市
  - WATER BOYS
  - 29歳のクリスマス
  - じゃじゃ馬ならし
  - いつも誰かに恋してるッ
  - いつか誰かと朝帰りッ
  - 木曜の怪談'97
  - ヴァンサンカン・結婚
  - 総理と呼ばないで
  - 王様のレストラン
  - 振り返れば奴がいる
  - 学校へ行こう!
  - 白い巨塔
  - ベイサイドナイタースペシャル（1993年）

CXのナイターが19:30スタートになったことに伴うトップナイター（18:15 - 19:30）。映像のみ供給を受け、TVKの実況＋解説陣とスペシャルゲストを迎えて放送したが、諸処の問題で1年で打ち切り。
- 北海道文化放送
  - 優香のMusic Premium
- 岩手めんこいテレビ
  - MUSIC JAPAN
  - Music holic
  - Break Point!
- 東海テレビ
  - 鶴瓶の音楽に乾杯!（1987年 - 1990年ごろ）
  - スペンサーの喫茶店（1992年 - 1994年ごろ）
  - 川津祐介のおもしろサイエンス（1990年代中期）
  - 年の差バトル! 言い分 vs Eぶん!!
  - おもしろサイエンス それってホント!?
  - 芸能人更生バラエティ バナナ塾
  - 牡丹と薔薇
- 関西テレビ
  - ノックは無用!（1980年代前期）
  - どっきりQ（1980年代後期）
  - 夢の乱入者（1990年代前期）
  - 爆笑BOOING（1993年 - 1995年）
  - 快傑えみちゃんねる◆（1998年10月 - 1999年9月）
  - トミーズのはらぺこ亭◆（1999年 - 2000年ごろ。TVK放送当時は60分番組）
  - 週刊V WEST→J3 KANSAI→ほんじゃに!◆（関西テレビ・BSフジ、2001年 - 2007年）
  - 太っ腹!紳助ファンど（2002年 - 2003年）
  - 真夜中市場〜ハイヒールの眠れない夜〜◆（2004年10月 - 2006年3月）
  - 旅っきり!?ふれあい紀行?
  - たかじん胸いっぱい◆（2005年4月 - 2010年3月）[HV]
  - 白い春
  - 傷だらけのラブソング
  - 裸の大将放浪記
- テレビ西日本
  - フィッシングバトル九州
- 沖縄テレビ
  - BOOM BOOM（1998年10月 - 1999年3月）
- BSフジ
  - 東京の散歩道[HV]
  - ガリレオX

### 番組制作会社制作
- だいすけプロダクション制作
  - 大ちゃんの釣りに行こう!
- 未来定番曲〜Future Standard〜（水 26:30 - 27:00）
- パチの極み!パラダイスホール ジャンバリ（金 24:30 - 25:00）
- みるみるミルキィ（水 25:00 - 25:30）
- ミッキー吉野＆今野シューソン ヨコハマハイカラナイト（毎月最終日曜23:30 - 23:55）
- イージーフィッシング
- 超特急と行く!食べ鉄の旅（東名阪ネット6共同製作）
- 俺旅。（東名阪ネット6共同製作）

#### 海外ドラマ
- 韓国ドラマ
  - 福寿草
  - ゴハン行こうよ
  - のだめカンタービレ 〜ネイル カンタービレ
  - 恋の花が咲きました 2人はパトロール中（韓国放送公社制作）
  - 愛よ、お願い
  - シグナル
- 台湾ドラマ
  - おんなの幸せマニュアル 俗女養成記（中華電視公司制作）
  - 三千鴉の恋歌
  - 幸せのエチュード
- その他
  - チャーリーズ・エンジェル（米国・ABC制作）
  - HAWAII FIVE-0
  - マーフィーの愛の法則
  - Mr.ビーン
  - タイムレス（米国・NBC制作）

#### その他
- ビューティートーク
- スーパーチューナー/異能機関（制作：WOWOW）
- 演歌百撰（制作：関西放送制作）
- ラーメンズ片桐仁のアートを訪ねて（制作：TSUKURU制作）
- コサキンのラジオごっこ（制作：MONDO TV）
- 二重マル健康テレビ（1997年 - 2001年4月。アサヒ緑健が企画・制作）
- 5社ニュース
  - 朝日フラッシュニュース（朝日新聞社〔配信はNET朝日映像→テレビ朝日→朝日ニュースター〕）
  - 読売新聞ニュース→読売新聞は〜い夕刊（読売新聞社）
  - サンケイ新聞ニュース→産経新聞ニュース（産業経済新聞社〔配信はフジテレビ〕）
  - 東京新聞ニュース（中日新聞社〔配信はフジテレビ→千葉テレビ〕）
  - 毎日新聞 記者の目（毎日新聞社）
- すずき
- 遠隔操作バラエティ?ウドで訊く!
- Sweet Home、Sweet Home Selection（アーバンエステートが企画・制作）
- ナース物語（千葉テレビが1ヶ月先行放送した）
- 主役はYOU・友・遊
- 株式ワイド・解説!東京マーケット大引 （ダイワ・証券情報TV）[HV]
出演：岩崎良美ほか。毎回番組の頭では「GRAN TOKYO NORTH TOWER 1F オープンスタジオより中継」というアナウンスがあるが、厳密には直前に放送されているものをディレイ放送していた。
- フィッシング・ナウ2[HV]
- ハーベストタイム
- 満福少女ドラゴネット
- コージー冨田のものパチJPN!!
- アダムとイヴのホンネTV
- 杉本彩の本命レシピ
- 野天湯へGo!
- GLOBAL VISION
- 釣りビジョンアワー
- キスのカタチ
- 東京号泣教室 〜ROAD TO 2020〜
- キックボクシング KNOCK OUT!
- フィッシングライフ
- 目からうろこ
- ふらり旅 いい酒いい肴
- パチンコ パチスロ エンタメ情報 パチFUN!
- じゅんいちダビッドソンの下手なキャンプでごめんなさい（GAORA制作）
- D4DJ Photon Maiden TV
- ザ・カセットテープ・ミュージック
- This Week in the WWE
- Bloomberg News・BLOOMBERG INTERNATIONAL
tvkでは、6:59.30からは15秒間の「Bloomberg」と表記がされるOP/ED共通映像、その後世界の各セクションの映像、かつてスポンサーがついていた頃は提供クレジットをセクション中に放送していた。7:00になると黒画面からのフェードインで本編。7:18.30には先程とは逆に各セクション映像、その後共通映像の流れ。番組内での「7:18以降の番組予告」があるが放送されない。ただし、ここで「テレビ神奈川を通じてご覧の皆さんとはまた明日お目に掛かります」と降りコメントをする場合が多い。CM中に番組が終了することがある。ブルームバーグの日本語放送事業撤退に伴い、2009年3月27日で終了。
- ソライブ・モーニング（weather news）
2009年7月6日 - 2013年3月29日。weather newsが展開する天気配信チャンネル「SOLiVE24（ソライブにじゅうよん）」（現：ウェザーニュースLiVE）で放送されていた朝の番組『SOLiVE モーニング』（現：ウェザーニュースLiVE・モーニング）』のサイマル放送。
- 夢カナTV
- 夢カナTV ガムシャラ応援団
- 極楽山本・ロンブー亮のARIGATEENA TV （製作著作 西口エンタテインメント）
- legato ～旅する音楽スタジオ～
- ヒカリレンタTV グー・タン・ママ
- NONSTYLE井上のバズらせJAPAN
- BBCトラベル・ショー
- 週感!TV
- 海洋戦士シーセーバー
- イケメン・セブン・デイズ
- とびだせ!ぐーちょきぱーてぃー
- 響FFガールズオテンキGOのワイワイ釣らせてもらいます!
- Music B.B.